# Carlos Sabat Ercasty
Carlos Sabat Ercasty (Montevideo, 4 de novembre de 1887 - 4 d'agost de 1982) fou un poeta i assagista uruguaià. De profunda vitalitat artística, les seves obres estan en consonància amb els elements de la naturalesa i el món. La seva producció presenta un grau important de lirisme.
Era fill de Mariano Sabat y Fargas, català i oriünd de Barcelona, i de María Luisa Ercasty Tellechea, argentina i nascuda a Gualeguaychú.
Va obtenir els premis de Literatura de l'Uruguai (1956-57) i Nacional de Literatura (1951-52).

## Obra
- Pantheos, poemes. (1917)
- V. Basso Maglio, assaig crític. (1921)
- Poemas del hombre – Libro de la Voluntad. (1921)
- Poemas del hombre – Libro del Corazón. (1921)
- Poemas del hombre – Libro del Tiempo. (1921)
- Poemas del hombre – Libro del Mar. (1922)
- Vidas, poemes. (1923)
- El vuelo de la noche, poemes. (1925)
- Los juegos de la frente, poemes. (1929)
- Los adioses, sonets. (1929)
- Julio Herrera y Reissig, assaig crític.
- Lívida, poemes. (1933)
- El Demonio de Don Juan, poema dramàtic. (1935)
- Poemas del hombre – Sinfonía del Río Uruguay.
- Geografía: El Río Cebollatí.
- Verbo de América; discurso a los jóvenes. (1940)
- Cántico desde mi muerte. (1940)
- Artemisa, poemes. (1941)
- El espíritu de la Democracia. (1944)
- Romances de la soledad. (1944)
- Himno universal a Rosevelt. (1945)
- Himno a Artigas. (1946)
- Las sombras diáfanas (Sonets). (1947)
- Poemas del hombre: Libro de la Ensoñación. (1947)
- Oda a Eduardo Fabini. (1947)
- Retratos del Fuego: Antonio de Castro Alves. (1948)
- Poemas del hombre: El libro de Eva inmortal. (1948)
- Unidad y dualidad del sueño y de la vida en la obra de Cervantes. (1948)
- Libro de los Cánticos: cánticos de la presencia. (1948)
- Prometeo (Poema dramàtic). (1952)
- Poemas del hombre: Libro de José Martí. (1953)
- Retratos del fuego: María Eugenia Vaz Ferreira. (1953)
- El charrúa veinte toros. (1957)
- Chile en monte, valle y mar. (1958)
- Poemas del hombre: Libro de los mensajes. (1958)
- Sonetos Ecuatorianos. (1958)
- Retratos del fuego: Carlos Vaz Ferreira. (1958)
- Lucero, el caballo loco. (1959)
- El mito de Prometeo. (1959)
- Dramática de la introspección. (1960)
- Eurídice, la joven del canto. (1964)
- Himno a Artigas – Himno a Mayo. (1964)
- Himno al joven de la esperanza. (1967)
- De Martí a Sabat Ercasty (Meo Zilio). (1967)
- Canto secular a Rubén Darío. (1967)
- Transpoemas XXVII. (1969)
- Sonetos de la Agonía. (1977)
- Parábolas. (1978)
- Retratos del fuego: José Luis Zorrilla de San Martín. (1978)
- Bula Piriz: Sabat Ercasty; poemas y creación. (1979)
- Cánticos a Eurídice: Tomo I y Tomo II, 522 sonets. (1980)
- Antología de Clásicos Uruguayos. (1982)